# Dunrallar
Dunrallar (Sarothruridae) är en familj inom ordningen tran- och rallfåglar.
Tidigare placerades dunrallarna bland övriga rallar i familjen Rallidae, men DNA-studier visar att de är närmare släkt med simrallar och placeras därför i en egen familj. Till att börja med omfattade familjen endast släktet Sarothrura som alla tidigare kallades pygmérallar. Nyligen utförda DNA-studier visar att också skogsrallarna på Madagaskar traditionellt placerade i släktet Canirallus hör hit, vilket antogs även gälla den afrikanska arten gråstrupig rall (Canirallus oculeus). Senare studier visar dock att den gråstrupiga rallen inte står nära madagaskarskogsrallen och istället hör hemma i Rallidae. Skogsrallarna på Madagaskar har i samband med detta förts till ett eget släkte, Mentocrex. 
Ytterligare genetiska studier från 2020 visar att fyra arter rallar på Nya Guinea ofta placerade i släktet Rallina också är den del av dunrallarna. 
Familjen omfattar därmed i dagsläget sammanlagt 15 arter som förekommer i Afrika söder om Sahara, på Madagaskar samt på Nya Guinea. 
- Mentocrex
  - Madagaskarskogsrall (Mentocrex kioloides)
  - Tsingyskogsrall (Mentocrex beankaensis) – nyligen beskriven art
- Rallicula
  - Kastanjedunrall (Rallicula. rubra)
  - Arfakdunrall (Rallicula. leucospila)
  - Svartvingad dunrall (Rallicula. forbesi)
  - Cyklopdunrall (R Rallicula mayri)
- Sarothrura
  - Vitfläckig dunrall (Sarothrura pulchra)
  - Beigefläckig dunrall (Sarothrura elegans)
  - Rödbröstad dunrall (Sarothrura rufa)
  - Vitvingad dunrall (Sarothrura ayresi)
  - Smalnäbbad dunrall (Sarothrura watersi)
  - Kortnäbbad dunrall (Sarothrura boehmi)
  - Rödhuvad dunrall (Sarothrura lugens)
  - Strimmig dunrall (Sarothrura affinis)
  - Madagaskardunrall (Sarothrura axillaris)